# Saint-Bonnet-de-Rochefort
Saint-Bonnet-de-Rochefort è un comune francese di 654 abitanti situato nel dipartimento dell'Allier della regione dell'Alvernia-Rodano-Alpi.

## Società

### Evoluzione demografica
Abitanti censiti